# Benton McMillin

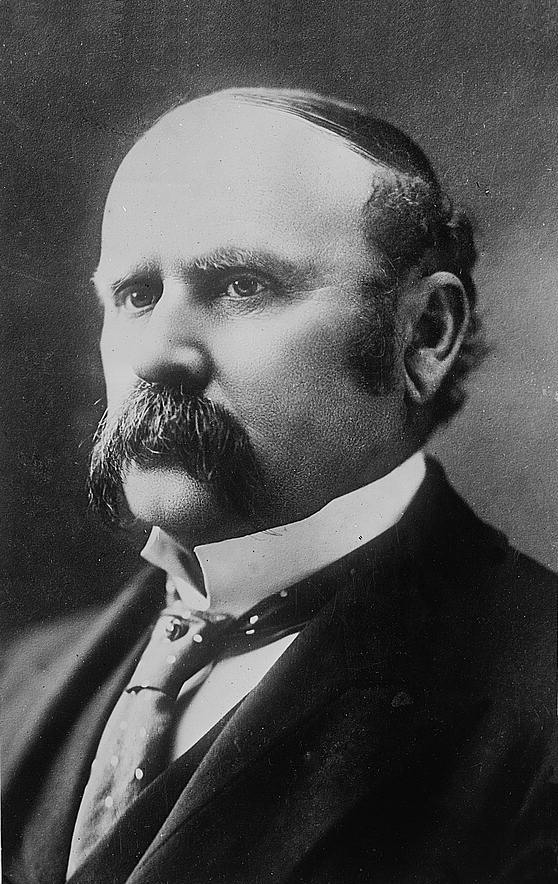
Benton McMillin

Benton McMillin (* 11. September 1845 im Monroe County, Kentucky; † 8. Januar 1933 in Nashville, Tennessee) war ein US-amerikanischer Politiker und der 31. Gouverneur von Tennessee. Diesen Bundesstaat vertrat er auch im Kongress.

## Frühe Jahre
Benton McMillin durchlief die Philomath Academy und besuchte anschließend das Kentucky Agricultural and Mechanical College, aus dem später die University of Kentucky in Lexington hervorging. Beim Ausbruch des Bürgerkrieges 1861 untersagte ihm sein Vater, dem Beispiel seiner beiden Brüder zu folgen und sich der Südstaatenarmee anzuschließen. Als die Unionstruppen sein Heim erreichten, weigerte sich McMillin, einen Treueeid auf die Union zu schwören, worauf er für kurze Zeit inhaftiert wurde. Nach dem Krieg studierte er Jura und 1871 wurde er als Rechtsanwalt zugelassen. In den folgenden Jahren war er zunächst im Clay County und dann in Carthage als Anwalt tätig.

## Politischer Aufstieg
Seine politische Karriere begann 1875, als der Demokrat in das Repräsentantenhaus von Tennessee gewählt wurde. Im gleichen Jahr verhandelte er im Auftrag von Gouverneur James D. Porter mit dem Staat Kentucky über den Kauf einiger Ländereien. Für kurze Zeit war er Richter am 5. Bezirksgerichtshof von Tennessee, ehe er für die nächsten 20 Jahre Abgeordneter im Repräsentantenhaus der Vereinigten Staaten wurde. Seine Amtszeit in Washington, D.C. dauerte von 1879 bis 1899. Zwischen 1876 und 1932 war er auf allen nationalen Parteitagen der Demokratischen Partei anwesend, mit Ausnahme des Jahres 1920. Im Kongress war er Mitglied des Committee on Ways and Means. Er widersetzte sich einigen republikanischen Vorschlägen, wie etwa deren Zollpolitik.
Sein engagiertes und rhetorisches Auftreten machte ihn in Parlamentarierkreisen bald bekannt, teilweise wurde er von seinen Gegnern auch gefürchtet. Er war Mitinitiator eines Gesetzes, das eine zweiprozentige Steuer auf Einkommen über 4000 Dollar vorsah. Das Gesetz wurde vom Obersten Gerichtshof als nicht verfassungskonform zurückgewiesen. Der Vorstoß wurde aber 1913 mit dem 16. Verfassungszusatz Verfassung wieder aufgegriffen, der eine solche Steuer erlaubte.

## Gouverneur von Tennessee
1897 unternahm McMillin einen vergeblichen Versuch, in den US-Senat gewählt zu werden. Stattdessen wurde er ein Jahr später von seiner Partei für den Posten des Gouverneurs von Tennessee nominiert. Nach der erfolgreichen Wahl im Jahr 1898 setzte er sich für den Ausbau des öffentlichen Schulwesens ein. Er senkte die Staatsverschuldung um etwa 5 Millionen Dollar. Er erhöhte das Mindestalter für Fabrikarbeiter von zwölf auf 14 Jahre. Im Jahre 1900 wurde er für eine zweite Amtszeit wiedergewählt.
Nach dem Ausscheiden aus dem Amt des Gouverneurs im Jahr 1903 wurde McMillin in Nashville in der Versicherungsbranche tätig. In den folgenden Jahren bewarb er sich erst mehrfach erfolglos um einen Sitz im Kongress, dann um eine neuerliche Amtszeit als Gouverneur von Tennessee. 1913 ernannte ihn der neue Präsident Woodrow Wilson zum Botschafter der Vereinigten Staaten in Peru. Dort blieb er sechs Jahre lang bis zum September 1919, als er in der gleichen Funktion nach Guatemala versetzt wurde. Bis 1922 verblieb er auf seinem Posten in diesem Land. Anschließend kehrte er wieder nach Nashville zurück, wo er weiter im Versicherungswesen tätig war. In all den Jahren unterstützte er aktiv die demokratischen Präsidentschaftskandidaten. Noch 1932 beteiligte er sich im Alter von 87 Jahren in Tennessee am Wahlkampf von Franklin D. Roosevelt. Er erlebte noch dessen Wahlsieg im November 1932, aber nicht mehr dessen Amtseinführung im März 1933. McMillin starb am 8. Januar 1933 in Nashville.
Ab 1869 war er mit Birdie Brown, der Tochter des früheren Gouverneurs John C. Brown, verheiratet. Aus der Ehe ging ein Sohn hervor. Nach ihrem Tod heiratete er 1887 Lucille Foster. Aus dieser Ehe ging eine Tochter hervor.